# Enric Guitart i Matas
Enric Guitart i Matas (Barcelona 1909 - 29 de novembre 1999) fou un actor de teatre i de cinema català, fill dels també actors Enric Guitart i Soldevila i Emília Matas.

## Biografia
Fou un dels actors pioners del cinema a Catalunya, i participà en un film de Fructuós Gelabert. Fins al 1938 actuà en teatre en català en les companyies d'Enric Borràs, Giménez-Nicolau i Vila-Daví, i fou deixeble de Margarida Xirgu. El 1941 creà la seva pròpia companyia però el 1949 marxà al Teatro Español de Madrid. Destacà en el monòleg del brasiler P. Bloch Las manos de Eurídice (1954), que representà milers de cops arreu d'Espanya i a l'Amèrica Llatina, i que ell mateix traduí i adaptà al castellà (1969) i al català (1972), amb els noms respectius de "Federico Soldevilla" i "Frederic Soldevilla", com a pseudònims. El 1974 participà en la sèrie Ficciones de Sergi Schaaff i a Estudio 1, programa de TVE que retransmetia obres de teatre. El 1995 va rebre la Creu de Sant Jordi.

## Filmografia
- Guzmán el Bueno (1909) de Fructuós Gelabert
- Baixant de la font del Gat (1929) de Josep Amich i Bert i Gastó A. Màntua
- L'auca del senyor Esteve (1930), de Lucas Argilés
- El novio de mamá (1934), de Florián Rey
- Leyenda de feria (1945), de Juan de Orduña
- Senda ignorada (1946), de Jose Antonio Nieves Conde
- El marqués de Salamanca (1948), d'Edgar Neville
- Don Juan (1950), de José Luís Sáenz de Heredia
- Los atracadores (1961), de Francesc Rovira-Beleta.
- Operación Dalila (1967) de Luis de los Arcos

## Fons
El seu fons, que va de 1909 a 1999 es conserva al Museu de les Arts Escèniques de Barcelona. Consta de fotografies d'escena i retrats. També inclou retalls de premsa, obres teatrals i programes de mà de la trajectòria d'Enric. També documents heretats dels seus pares. Es troba organitzat en 16 caixes separant els documents per tipologies documentals. Dins de les caixes cada document o sèrie documental estan conservats en sobres. Els documents de gran format estan disposats en dues carpetes en una planera.